# Мирослав Свирчевић
Мирослав Свирчевић (Београд, 23. децембра 1970 − 10. август 2014) био је српски историчар.

## Биографија
Основну и средњу школу завршио је у Панчеву, а на Правном факултету Универзитета у Београду дипломирао је 1994. године , као други студент у генерацији. Завршио је постдипломске студије на катедри за правноисторијске науке на Правном факултету у Београду. Свирчевић је магистрирао са тезом под називом „Односи између Дома лордова и Дома народног представништва у енглеском парламенту (1832−1911)“ марта 2000. године. Наредне године магистарска теза је објављена као засебна монографија под називом „Свитање демократије у Вестминстеру“ у издању „Задужбине Андрејевић“ у библиотеци “ACADEMIA“. Докторирао је на тему „Локална самоуправа у Србији и Бугарској 1878−1914“, 21. фебруара 2008. година на Факултету политичких наука Универзитета у Београду. Његова докторска дисертација је објављена под истим називом 2009. године у издању ЈП „Службени гласник“ и Балканолошког института САНУ. Био је стипендиста Министарства за науку и технологију Републике Србије, радећи на научном пројекту ,,Историја балканских народа и њихових култура” у Балканолошком институту САНУ.
Радио је као научни сарадник Балканолошког института САНУ.
Свирчевић се бавио проучавањем развоја савременог либертаријанизма и Аустријске економске школе.
По идеолошком убеђењу је био српски монархиста. Залагао се за чување суверености над целокупном државном територијом Србије, укључујући Косово и Метохију, југ Србије, Рашко-полимску област и све остале српске земље које странци из сопствених интереса могу дестабилизовати и од њих правити политичке факторе, реформу политичког и правног система, обнову војске, сузбијање корупције, оживљавање привреде и изградњу новог културног обрасца на темељима најсветлијих културних достигнућа из времена Краљевине Србије.
Сахрањен је на панчевачком гробљу.

## Дела
Књиге
- Свитање демократије у Вестиминистеру, 2001.[4]
- Локална самоуправа у Србији и Бугарској: (1878−1914), 2009.[5]
- Локална управа и развој модерне српске државе: од кнежинске до општинске самоуправе, 2011.[6]

Одабрани радови
- The Relationships Between the House of Lords and the House of Commons in the Financial Procedure in the Century of the Electoral Reforms 1832−1911, 2005.[7]
- Законско уређење локалне управе у Србији за време владавине Кнеза Михаила (1860−1862), 2007.[8]
- О историји Срба: форме ревизионистичких трендова у свету 1990-их : поводом књиге Philip J. Cohen, Serbia's Secret War. Propaganda and the Deceit of History Texas A & M University Press, 1996, 2010.[9]
- Промене назива улица у Панчеву : 1891−2009, 2010.[10]
- О социјалном и културном инжењерингу, 2011.[11]
- Пропаганда против Србије за време балканских ратова и после њих 1912−1914. године, 2013.[12]
- Милан Стојадиновић и хрватско питање у Југославији, 2018.[13]